# Idaea serpentata
Idaea serpentata is een nachtvlinder uit de familie van de spanners (Geometridae).
De spanwijdte van deze vlinder is ongeveer 22 millimeter. De grondkleur is bruin oranje.  Over de vleugels lopen enkele donkere dwarslijnen, die meestal goed te onderscheiden zijn.
De soort gebruikt diverse kruidachtige planten als waardplanten. De soort vliegt in een jaarlijkse generatie in juli. De rups is te vinden van augustus tot mei en overwintert.
De soort komt voor op een groot deel van continentaal Europa en in het Nabije Oosten. In België is de soort zeer zeldzaam en wordt hij vooral in het zuiden van het land gezien. In Nederland is hij niet waargenomen. 